# Viero
Viero, Berio o Vero va ser un llogaret de la Rioja situada a mig camí d'Entrena i Medrano.
Entre els segles xi i xii va ser un llogaret florecient, fins que les guerres pel territori entre els reis Sanç VI de Navarra i Alfons VIII de Castella van fer que els seus habitants anessin emigrant a la seva veïna localitat d'Entrena que llavors estava amuratjada. Allí es van assentar a la zona suroccidental del turó El Conjuro, creant fins i tot la seva pròpia parròquia Santa María dels Àngels de Viavero que segurament es trobés en l'emplaçament de l'actual Convent de Santa Clara.
L'únic record que queda d'aquesta vila és el terme "Barrivero" dins de la jurisdicció d'Entrena.